# Cheiranthera filifolia
Cheiranthera filifolia là một loài thực vật có hoa trong họ Pittosporaceae. Loài này được Turcz. mô tả khoa học đầu tiên năm 1854.